# レディ・ジェイソン 地獄のキャンプ
『レディ・ジェイソン 地獄のキャンプ』（Sleepaway Camp II: Unhappy Campers）は、1988年のアメリカ映画。『サマーキャンプ・インフェルノ』の続編である。

## ストーリー
前作とはまた別のキャンプ場。指導員と子供達が焚き火を囲んで怪談をしていた。怪談を語り終わり、キャンプに戻っていく参加者のフィービィーだったが道に迷う。やっと指導員を見付け、助けてもらうはず が…、フィービィーは容赦なく殺されてしまう。この指導員の名は「アンジェラ」。かつて、少年ながら殺人事件を犯して、精神病院に入れられていたアンジェラ・ベイカーだった。退院し正常に戻ったというがそれは偽りであり、快楽殺人に目覚める。殺人衝動を発散するためキャンプ場の指導員に就職し、今度も子供達や指導員達を手に掛けていく…

## キャスト
- パメラ・スプリングスティーン
- レネ・エステヴェス
- トニー・ヒギンズ
- ヴァレリー・ハートマン
- ブライアン・パトリック・クラーク
- ウォルター・ゴテル
- スーザン・マリー・スナイダー

## スタッフ
- 監督：マイケル・A・シンプソン、ジェリー・シルヴァ
- 製作：マイケル・A・シンプソン
- 製作総指揮：スタン・ウェイクフィールド
- 原案：ロバート・ヒルツィック
- 脚本：フリッツ・ゴードン
- 撮影：ビル・ミルズ
- 音楽：ジェームズ・オリヴェリロ